# Schwanthalerhöhe (metropolitana di Monaco di Baviera)
Schwanthalerhöhe è una stazione della Metropolitana di Monaco di Baviera, che serve le linee U4 e U5.
È stata inaugurata il 10 marzo 1984.